# Âm nhạc trị liệu
Âm nhạc trị liệu là việc sử dụng âm nhạc nhằm mục đích cải thiện sức khỏe và chức năng cơ thể. Trị liệu bằng âm nhạc là một liệu pháp sáng tạo nghệ thuật, bao gồm quá trình mà nhà trị liệu sẽ sử dụng âm nhạc và tất cả các khía cạnh của âm nhạc, như— vật lý, cảm xúc, tinh thần, xã hội, thẩm mỹ và tâm hồn — để giúp khách hàng cải thiện sức khỏe thể chất và tinh thần. Các nhà trị liệu âm nhạc chủ yếu giúp khách hàng của mình cải thiện sức khỏe trong một số lĩnh vực, như khả năng nhận thức, kỹ năng vận động, phát triển cảm xúc, giao tiếp, tri giác, kỹ năng xã hội và chất lượng cuộc sống bằng cả trải nghiệm âm nhạc tích cực và tiếp thu dễ dàng như ngẫu hứng, lặp lại, sáng tác, nghe và bàn luận về âm nhạc để đạt được mục tiêu điều trị. Liệu pháp được dựa trên cơ sở nghiên cứu định tính và định lượng sâu rộng.
Một số thực hành thường thấy gồm công việc phát triển (giao tiếp, kỹ năng vận động, v.v.) với những cá nhân có nhu cầu đặc biệt, sáng tác bài hát và lắng nghe âm nhạc trong hồi tưởng/định hướng làm việc với người già, công việc xử lý và thư giãn, và nhịp điệu âm nhạc giúp phục hồi chức năng thể chất cho nạn nhân đột quỵ. Âm nhạc trị liện cũng được sử dụng trong một số bệnh viện y tế, trung tâm ung thư, trường học, chương trình khắc phục rượu và ma túy, bệnh viện tâm thần và cơ sở cải huấn.
Qua các nghiên cứu chuyên sâu đã chứng minh âm nhạc là một phương pháp hiệu quả giúp ích cho các nhà trị liệu âm nhạc. Âm nhạc có lợi cho mọi người, cả về thể chất và tinh thần, bằng cách cải thiện nhịp tim, giảm lo lắng, kích thích não bộ và cải thiện năng lực học tập. Các nhà trị liệu âm nhạc sử dụng các kỹ thuật để giúp bệnh nhân trong nhiều khía cạnh, từ giảm căng thẳng trước và sau phẫu thuật, đến các bệnh lý thần kinh như bệnh Alzheimer. Một nghiên cứu cho thấy những đứa trẻ được nghe nhạc khi đặt ống IV vào cánh tay sẽ cảm thấy ít đau khổ hơn cũng như ít đau đớn hơn so với những đứa trẻ không nghe nhạc trong khi đặt ống IV. (IV là một ống nhựa mỏng được chèn vào tĩnh mạch để dễ nhận được thuốc hoặc dịch). Các nghiên cứu đã được thực hiện trên các bệnh nhân được chẩn đoán mắc các rối loạn tâm thần khác nhau như lo lắng, trầm cảm và tâm thần phân liệt, kết quả sau điều trị bệnh nhân đã có sự cải thiện rõ ràng về sức khỏe tâm thần.
Các phương pháp tiếp cận được dùng trong liệu pháp âm nhạc nảy ra từ lĩnh vực giáo dục âm nhạc bao gồm Orff-Schulwerk (Orff), Dalcroze eurbeatics và Kodály method. Các mô hình được phát triển trực tiếp từ âm nhạc trị liệu là liệu pháp âm nhạc thần kinh (NMT) (một mô hình trị liệu dựa trên khoa học thần kinh), liệu pháp âm nhạc Nordoff-Robbins và phương pháp Bonny với hình ảnh và âm nhạc có hướng dẫn.:460–468